# Farmakokinetika
Farmakokinetika je grana farmacije farmakologije. Ona se bavi kvantitativnim parametrima sudbine lijeka u organizmu, kako i zašto, i u kojim intervalima i s kojim dozama lijek primijeniti s krajnjim ciljem postizanja i održavanja potrebnih koncentracija na mjestu djelovanja. Bliska je farmakodinamici, koja se bavi djelovanjem lijeka na organizam, te odnosom koncentracije i učinka lijeka.
Četiri su osnovna parametra farmakokinetike: apsorpcija (absorption), distribucija (distribution), metabolizam (metabolism) i ekskrecija (excretion) - skraćeno ADME.